# Guatire
Guatire (oficialmente Valle de Santa Cruz de Pacairigua y Guatire) es una ciudad venezolana, capital del municipio autónomo de Zamora, localizado en el Estado Miranda, dentro de la parroquia civil Guatire. Está ubicada en la zona centro-norte costera del país, al este de Caracas, a unos 12 km de la costa del mar Caribe y se sitúa dentro de valles montañosos. Separada del Litoral central de La Guaira, por la Cordillera de la Costa, que además forma el Parque nacional Waraira Repano. La autopista Gran Mariscal de Ayacucho sirve como comunicación a la capital de Venezuela y a los estados nor-orientales Anzoátegui y Sucre. Al oeste se sitúa su ciudad vecina Guarenas y a unos 2 km al este el pueblo de Araira.
Con una población de 244.443 habitantes en 2023. Es la segunda ciudad más poblada de Miranda después de Caracas, y la primera del Municipio Zamora. Conforma la Conurbación Guarenas-Guatire que tiene 554 430 (2023) y al área metropolitana de la Gran Caracas 7,8 Millones (2023), siendo así la décima séptima ciudad con mayor población de Venezuela, después de Puerto La Cruz, Mérida, Cabimas, Cumaná, Barcelona, Ciudad Bolívar, San Cristóbal, Barinas, Maturín, Ciudad Guayana, Maracay, Barquisimeto, Valencia, Maracaibo y Caracas.
Como capital de Zamora, alberga la sede de la Alcaldía Municipal de Zamora, sus Instituciones, Concejos y Cuerpos, conformado por el alcalde y sus concejales.
La historia de Guatire se expande a lo largo de la época de la conquista, cuando Cristóbal Colón el 3 de agosto de 1498 llega a costa oriental de Venezuela. Tras las muertes de los caciques Tamanaco y Guaicaipuro, Garci González de Silva tomaría el control del valle de Parairigua en 1578.
Entre sus sitios de interés están el Casco Central de Guatire, Mural Ecológico de Óscar Olivares (Récord Mundial 2022 del mural hecho con tapas más grande del mundo), Monumento a la Santa Cruz de Pacairigua, Luna Park, Centro Comercial Buenaventura, Centro Comercial Oasis Center, Centro Comercial Guatire Plaza, Centro Comercial La Parada, Parque nacional El Ávila (Salto de agua Manuel Ángel González, Quebrada Santo Cristo, Río del norte) Río Pacairigua.
En sus fetividades están Día de la Santísima Cruz de Pacairigua, La Parranda de San Pedro (Patrimonio de la humanidad por la Unesco), La Parranda de San Juan (Patrimonio de la humanidad por la Unesco), y El Día de Villa Heroica.
Se considera una ciudad dormitorio (al igual que Guarenas, su ciudad gemela) dada la sobrepoblación y problemas habitacionales de Caracas.

## Toponimia
El origen del nombre de Guatire es desconocido y existen varias teorías que intentan explicarlo. Según el investigador Aníbal Laydera Villalobo en su libro «Idilio y bizarría del aborigen mirandino» publicado por el Centro de Historia del Estado Miranda en 1985 dice:

En un alto del valle, cerca de todos los ríos, los guerreros del sur plantaron los saponos o parabaos. Noroima, cacique de los aguaria y gueime de los guarenas, los llamó guateri (valientes, osados, rudos): teri "rudo", gua "pueblo"
Aníbal Laydera Villalobos

Existe otra etimología dada por Lisandro Alvarado en su libro «Diccionario de voces indigenistas de Venezuela» en 1957 explica:

Guatiri, árbol cuya madera es de color amarillo grisáceo y de peso regular. Aguatire, árbol Sirkingia erythoxylon. Guatire o Guatiri, nombre indígena del árbol de caraña. Wuatirei, wua (tierra, suelo) tirei (rojo, encarnado). Vocablo guanani.
Lisandro Alvarado

Al parecer puede provienir de diferentes árboles que los indígenas de la zona llamaban. Uno de estos puede ser aguatiri, tipo de árbol conocido por el nombre de Indio desnudo (Bursera simaruba) familia bastantemente común en las zonas verdes como en los ríos: Río Guatire, Río del Norte, Río Pacairigua y Río Caucagua. 
Otra teoría sobre el origen de Guatire considera que significa tierra roja, el suelo donde está la ciudad es muy arcilloso, Sin embargo, esta prueba es poco creíble porque realmente es de color beige o amarillento y la arcilla es roja solo al ser cocida. También puede considerarse llamado pueblo de la meseta, por el casco histórico de la ciudad que se encuentra en una meseta, lo que no parece muy lógico porque entonces habría otras poblaciones cerca con el mismo nombre o similar.

### Gentilicio
El gentilicio para los habitantes de Guatire es «guatireño» para los hombres y «guatireña» para las mujeres. Además, históricamente a las personas que nacian en Santa Cruz de Pacairigua eran llamados «pacairigüenses» para ambos sexos.

## Símbolos
Los símbolos de Zamora son los mismos que representa Guatire

Bandera de Guatire

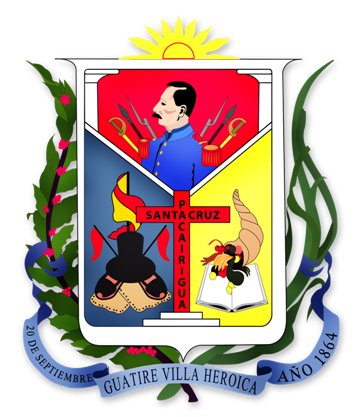
Escudo de Guatire

Fue decretado en 1985. El escudo se divide en tres cuarteles donde aparecen, en el cuartel superior de rojo, representando la sangre. La imagen central de Ezequiel Zamora de perfil mirando al flanco diestro del escudo con armas características de la Guerra Federal: Fusil, lanzas y espadas. El cuartel diestro inferior de azul, representando el cielo. La imagen central de cosas del festival de la ciudad, La Parranda de San Pedro. El cuartel siniestro inferior de amarillo, representando la riqueza. La imagen es de una cornucopia vertiendo sus frutos sobre un libro abierto.
La bandera de Zamora nuevamente es el mismo de la capital, y fue decretada 20 de septiembre de 1997. El amarillo y el rojo representan los colores de la Parranda de San Pedro y a la vez rememoran la riivalidad de los Conservadores y Liberales de la época en que se dio el grito de Villa Heroica. La franja azul representa las riquezas hídricas y sus numerosos frescos ríos. Las montañas verdes representa el valle que rodea Guatire. El sol naciente el futuro del municipio y la cruz como patrona de una fe cristiana.

## Historia

### Fundación y época colonial
El pueblo de Guatire no tuvo la ceremonia de fundación con la que contaron muchos pueblos y ciudades de Venezuela en la época colonial. Su inicio fue bastante modesto y sencillo, ya que vino a existir como consecuencia de la creación de una parroquia eclesiástica, la cual nace en 1680, en tierras altas de lo que se conoce como Valle del Río Pacairigua.

#### Antecedentes
Los antecedentes son los siguientes: Desde el momento en que se funda el pueblo de Guarenas, en 1621, la población de los valles de Guatire, Pacairigua y Araira fue incorporada a dicha parroquia. Las obligaciones religiosas que tenían que cumplir, tales como bautizar a sus hijos y a los esclavizados, casarse, asistir a misa y a las fiestas religiosas establecidas por la religión católica, e inclusive a enterrar a los difuntos, tenían que efectuarlas en la iglesia de Guarenas. Esta situación se mantuvo así por 59 años.
A medida que pasó el tiempo la población de la región Guatire-Pacairigua-Araira fue aumentando, principalmente la población esclavizada, lo cual dificultó que el cura doctrinero de Guarenas, el licenciado Don Lorenzo de Zurita, pudiera atender de manera satisfactoria a esa población y a la de Guarenas, por lo que planteó la situación al obispo de la provincia, el cual para ese momento era Fray Antonio González de Acuña, quien accedió a la creación de una nueva parroquia que atendiera a los pobladores de esos valles, especialmente a los esclavizados.

#### Nace la nueva parroquia
El primer paso para el nacimiento de esa nueva parroquia se dio el 23 de marzo de 1680, fecha en la cual el Cabildo Eclesiástico de Caracas otorgó el nombramiento de "cura capellán de coro" al licenciado Tomás de León, el cual fue asignado como párroco de la feligresía que se separaría de Guarenas.    
La nueva parroquia, llamada «Santa Cruz de Pacairigua», inició sus actividades ese año de 1680 en una ermita o capilla establecida en tierras altas del Valle de Pacairigua. La función principal de esa clase de parroquia o capellanía (conocidas como «Capellanía de Haciendas de Campo») era atender religiosamente a los esclavizados de las haciendas, por lo cual era sustentada o mantenida por los dueños de las mismas. Esa ermita o capilla había sido construida años antes por el capitán Antonio Gámez de la Cerda en tierras altas de su hacienda de Pacairigua, para el uso particular de la misma. 
Para el momento en que comienza a funcionar la parroquia ya el capitán Gámez no era el propietario de esas tierras y ermita, debido a eso, quienes otorgaron el permiso para dicho funcionamiento fueron el tesorero Santiago de Liendo y su esposa Doña Isabel María Gedler y Rivilla, propietarios de esas tierras para ese entonces. 
Por lo antes expuesto se puede decir con certeza que la actualmente llamada comunidad «Guatireña» nació primero como comunidad «Pacairigüense», debido a la fundación de dicha parroquia eclesiástica en Pacairigua, en 1680, al separarse de la feligresía de Guarenas y conformar una feligresía aparte en esta región. Ese primer paso se dio con el nombramiento de su primer cura capellán el 23 de marzo de 1680. por lo tanto esa sería la fecha de nacimiento de dicha comunidad. La primera fiesta parroquial oficial que se realizó en la región Guatire-Pacairigua-Araira en honor a la patrona fue el 3 de mayo de 1680.

#### Primera casa del pueblo
Fue alrededor de esa ermita o capilla que se formó, poco a poco, el pueblo llamado inicialmente "Santa Cruz de Pacairigua". La primera casa construida fue la del Cura Capellán, en 1680. Al igual que la Ermita o capilla era muy modesta y sencilla, con las paredes de bahareque y el techo de palma pero con cierta amplitud, ya que allí se alojó en 1686, a los seis años de fundada la parroquia, el Obispo Don Diego de Baños y Sotomayor con su comitiva, cuando se realizó la primera visita eclesiástica oficial a la parroquia. A medida que transcurrió el tiempo la iglesia fue construida de "cal y canto", con el suelo enladrillado y el techo de tejas, al igual que "la Casa de los Curas". Avanzando el siglo XVIII, se le anexó el nombre Guatire, llamándose, de allí en adelante "Pueblo de Santa Cruz de los Valles de Pacairigua y Guatire"
La mayoría de las casas se construyeron, previos permisos otorgados por los dueños de las tierras sobre las cuales estaba establecida la ermita. Los permisos eran solicitados por trabajadores libres, provenientes de otros lugares de la Provincia de Venezuela y del exterior de ésta, los cuales trabajaban en las haciendas fundadas en esta región, la mayor parte de ellos pertenecían a la clase de los pardos libres. En resumen, el pueblo estaba conformado por pardos libres, blancos criollos, peninsulares, y blancos venidos de las Islas Canarias, además de mestizos, sambos y negros libres, lo cual trajo como consecuencia que desde su inicio tuvieron que convivir en el pueblo, lado a lado, todas las etnias existentes en la época colonial venezolana, predominando en número la de los pardos libres.

#### El pueblo adquiere su titularidad legal
A los 88 años de haber sido fundada la parroquia Santa Cruz de Pacairigua, el 3 de septiembre de 1768, la hacendada Doña Margarita de Alvarenga y Rodríguez de León, donó al pueblo las tierras donde se hallaban la iglesia, la Casa de los Curas, la plaza y las casas de la población. Aun hoy, el lugar donde se asienta el Templo Parroquial y la Plaza 24 de Julio forman parte de esa parcela.

- El 24 de junio día de San Juan Bautista.
- El 29 de junio día de la Parranda de San Pedro.
- El 20 de septiembre día de Villa Heroica.

## Personas notables

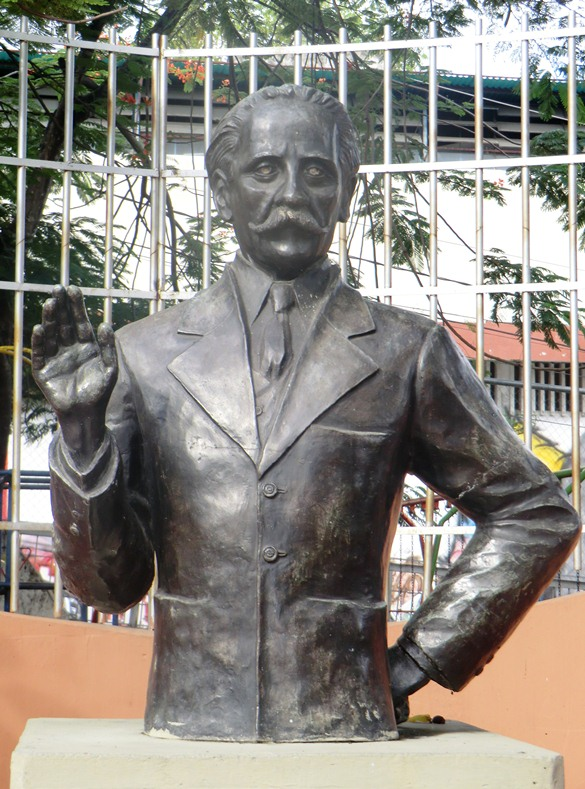
Busto de Vicente Emilio Sojo en Guatire

## Ciudades hermanadas
Ciudades gemelas a Guatire.
| Guarenas, Venezuela |